# National Monument (Schottland)

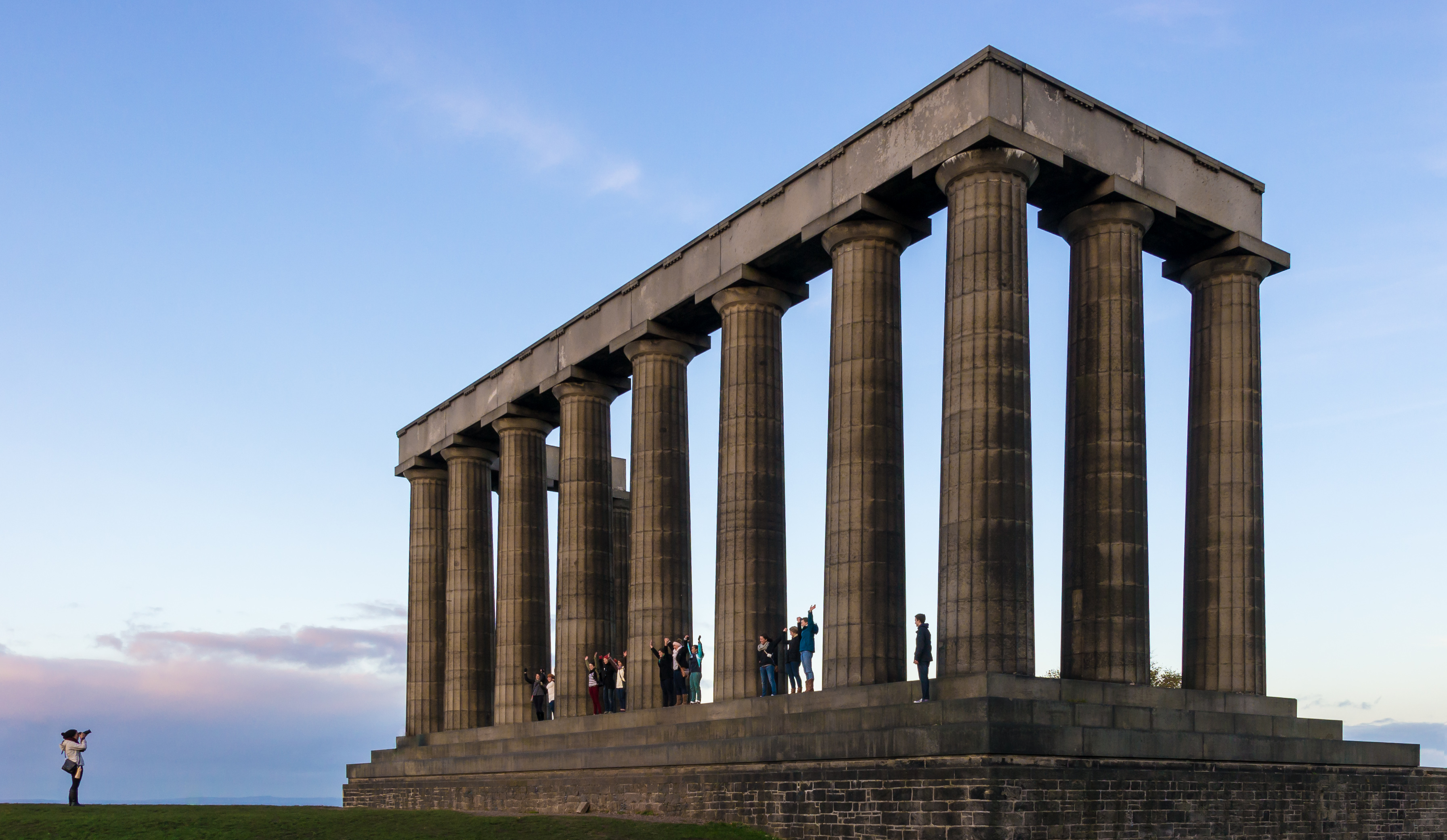
National Monument of Scotland auf dem Calton Hill

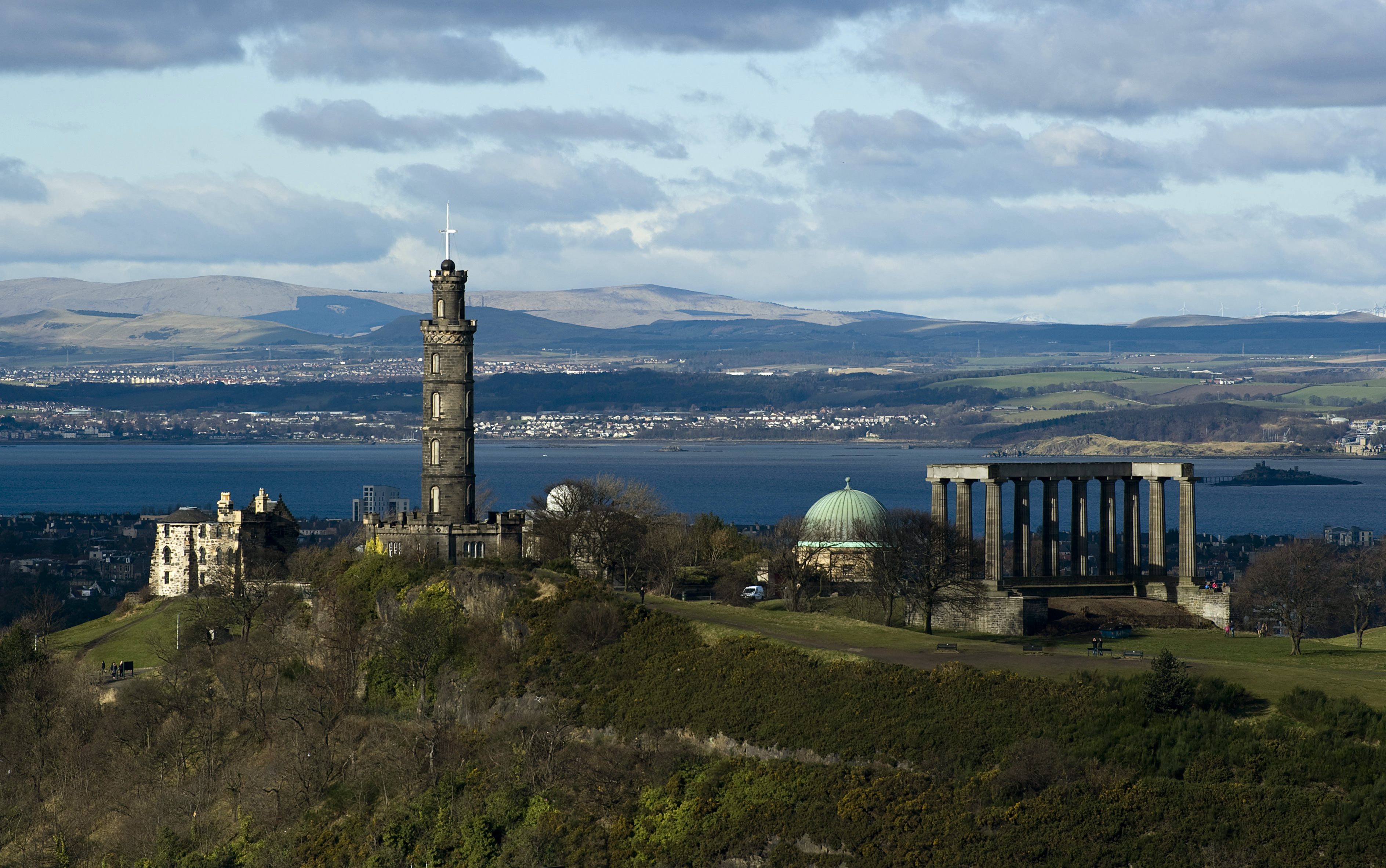
Von den Salisbury Crags aus gesehen das National Monument (rechts) mit dem Nelson Monument (links).

Das National Monument of Scotland in Edinburgh wurde zum Gedenken an schottische Soldaten und Seeleute, die während der Napoleonischen Kriege ums Leben kamen, auf dem Calton Hill errichtet. Die Inschrift lautet: “A Memorial of the Past and Incentive to the Future Heroism of the Men of Scotland” (dt. Im Gedenken an die Vergangenheit und Ansporn für zukünftige Heldentaten der Männer Schottlands).

## Geschichte
Der Bau war als Denkmal für die Gefallenen der Napoleonischen Kriege gedacht. In dessen Katakomben sollten berühmte Schotten zur Ruhe gebettet werden. Mit geschätzten Baukosten von 42.000 £ gewann das Vorhaben die Unterstützung von König George IV., Sir Walter Scott und dem Duke of Atholl. In Anwesenheit des Duke of Hamilton erfolgte die Grundsteinlegung im Jahre 1822. Der Bau wurde, nach einem Entwurf von Charles Robert Cockerell und William Henry Playfair, im Jahr 1823 begonnen. Architektonisches Vorbild war der Parthenon auf der Akropolis in Athen. Nachdem einige wenige Säulen und ein Teil des Gebälks errichtet und bereits 13.500 £ verausgabt worden waren, blieb das Denkmal seit 1829 unvollendet.
Als Bauruine wird es deshalb auch als „Scotland’s Folly“ (dt. Schottlands Folly), „Edinburgh’s Disgrace“ (dt. Edinburghs Schande) , „The Pride and Poverty of Scotland“ (dt. Der Stolz und die Armut Schottlands) oder auch „Edinburgh’s Folly“ bezeichnet.